# تپه واشان
تپه واشان در شهرستان ملایر، بخش سامن، دهستان سامن، روستای واشان واقع شده و این اثر در تاریخ ۲۵ آبان ۱۳۸۷ با شمارهٔ ثبت ۲۳۷۲۱ به‌عنوان یکی از آثار ملی ایران به ثبت رسیده است.